# 삼성 SGH-M310
삼성 SGH-M310(Samsung SGH-M310)은 삼성에서 제조한 휴대 전화이다.
저렴하면서도 우아한 형태로 판매되었다.
SGH-M310 휴대 전화는 FM 라디오, VGA 카메라, MP3 디코더를 제공한다.
이 휴대 전화는 주로 유럽에서 출시되었으며, 삼성은 독일 사이트에만 이 제품을 등재했다.